# Борисов, Михаил Алексеевич (пехотинец)
Михаи́л Алексе́евич Бори́сов (1919—1943) — младший лейтенант Рабоче-крестьянской Красной Армии, участник советско-финляндской и Великой Отечественной войн, Герой Советского Союза (1944).

## Биография
Михаил Борисов родился в 1919 году в деревне Ройкино (ныне — Оленинский район Тверской области) в крестьянской семье. После окончания четырёх классов начальной школы работал в колхозе, был агитатором, книгоношей. В 1939 году был призван на службу в Рабоче-крестьянскую Красную Армию. Участвовал в советско-финской войне. С июня 1941 года — на фронтах Великой Отечественной войны. В 1942 году Борисов окончил курсы младших лейтенантов, после чего воевал на Воронежском фронте. Участвовал в Сталинградской битве. К октябрю 1943 года младший лейтенант Михаил Борисов командовал взводом автоматчиков 342-го стрелкового полка 136-й стрелковой дивизии 38-й армии Воронежского фронта. Отличился во время битвы за Днепр.
К северу от Киева Борисов одним из первых в своём подразделении переправился через Днепр и участвовал в захвате плацдарма на его западном берегу. 13 октября он повёл в атаку свой взвод, прорвался в траншею противника, убил немецкого офицера и пулемётчика. Захватив пулемёт, он открыл огонь по немецким пехотинцам, уничтожив около взвода противника. В бою Борисов увидел, как немецкие солдаты устремились к командиру полка, лично ведшему в атаку автоматчиков, и кинулся на помощь, успев заслонить его от пуль собой, погибнув при этом сам. Похоронен в братской могиле в селе Старые Петровцы Вышгородского района Киевской области Украины.
Указом Президиума Верховного Совета СССР от 10 января 1944 года за «образцовое выполнение боевых заданий командования и проявленные при этом мужество и героизм» младший лейтенант Михаил Борисов посмертно был удостоен высокого звания Героя Советского Союза. Также был награждён орденами Ленина и Красной Звезды. В честь Борисова названа школа, где он учился. В селе Старые Петровцы ему установлена мемориальная доска. Также Борисов навечно был зачислен в списки воинской части. В 2015 году имя М. А. Борисова присвоено Никулинской основной школе Оленинского района Тверской области, на родине Героя.